# James F. Trotter

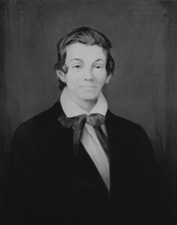
James Trotter

James Fisher Trotter, född 5 november 1802 i Brunswick County, Virginia, död 9 mars 1866 i Holly Springs, Mississippi, var en amerikansk jurist och politiker (demokrat). Han representerade delstaten Mississippi i USA:s senat från 22 januari till 10 juli 1838.
Trotter studerade juridik och inledde 1823 sin karriär som advokat i Monroe County, Mississippi. Han tjänstgjorde 1833 som domare i en federal domstol.
Senator John Black avgick i januari 1838 och Trotter blev utnämnd till senaten. Han avgick senare samma år och efterträddes av Thomas Hickman Williams. Trotter var sedan domare i Mississippis högsta domstol 1839-1842.
Trotter var juridikprofessor vid University of Mississippi 1860-1862. Han tjänstgjorde ännu 1866 den sista tiden i sitt liv som domare i en federal domstol. Hans grav finns på Hillcrest Cemetery i Holly Springs.